# Валентиниан I
Фла́вий Валентиниа́н (лат. Flavius Valentinianus, 321 год (320 год) — 17 ноября 375 года) — римский император в 364—375 годах, часто именуемый просто Валентиниа́н I. 26 февраля 364 года провозглашён войском в Никее преемником императора Иовиана, но принял на себя лишь управление западной частью империи, а восточную предоставил своему младшему брату Валенту. Он был способным правителем, одинаково заботившимся о внутренних и внешних делах, в религиозных вопросах обнаруживал необыкновенную терпимость, несмотря на свою приверженность к никеизму, и вообще был человеком справедливым, хотя нередко, под влиянием вспыльчивости доходил до жестокости. Скончался от инсульта во время переговоров с вождём племени квадов. Является основателем династии Валентиниана.
Имел титулы: Август (лат. Augustus) — с 26 февраля 364 года; Германский Величайший (лат. Germanicus Maximus) — с 366 или 368 года; Аламаннский Величайший (лат. Alamannicus Maximus) и Франкский Величайший (лат. Francius Maximus) — с 368 года; Готский Величайший (лат. Gothicus Maximus) — с 369 года. Власть трибуна получил 26 февраля 364 года.

## Происхождение и карьера
Валентиниан родился в 321 году в южнопаннонском городе Цибале (возможно варианты Кибала и Кибалы; совр. Винковцы) в семье будущего комита Британии (лат. comes Britanniarum), трибуна (лат. tribunus) и протектора (лат. protectorus) Грациана Старшего, также уроженца Цибалы и выходца из средних слоев. Валентиниан, как и его брат Валент II, не получил почти никакого образования.
В юности (340 год) он сопровождал в Африку своего отца, который был там назначен на должность комита. Впоследствии, когда Грациан Старший был переведён в Британию, Валентиниан переехал с ним. После окончания срока службы Грациан удалился в родовое имение в Цибалу, в то время как Валентиниан был переведен на службу вдоль границы Рейна или Дуная. В 350 году император Констант был убит во время мятежа узурпатора Магненция, и галльские легионы провозгласили последнего императором. Констанций II, старший брат Константа и император восточной части империи, отправился в поход на Магненция с большой армией. В следующем году они встретились в битве при Мурсе, где победу одержал Констанций. Через два года он снова победил узурпатора в южной Галлии. Магненций покончил жизнь самоубийством в августе того же года, что сделало Констанция единственным правителем империи. Примерно в это же время он конфискует имущество Грациана Старшего за то, что он якобы оказывал гостеприимство Магненцию, когда тот посещал Паннонию. Несмотря на опалу своего отца, Валентиниан, по всей видимости, от этого не пострадал. Он был в Паннонии во время конфликта, но неизвестно, принимал ли участие в войне.
Гражданская война привела к нехватке военной силы — более 70 тысяч солдат погибли в ходе конфликта. Это ослабило границы, а также позволило алеманнам и франкам воспользоваться ситуацией и пересечь Рейн, взяв несколько важных пунктов и укреплений. В 354 году Констанций начал кампанию против них и достиг определённых успехов, однако авторитет императорской власти в Верхней Германии и восточной Галлии быстро уменьшался. В том же году Констанций казнил своего двоюродного брата, цезаря Галла. В 355 году Констанций назначил другого своего кузена, Юлиана, цезарем на Западе. Последний получил в управление Галлию. Два следующих года Валентиниан воевал с варварами в армии Юлиана, но какие обязательства он выполнял неизвестно. Валентиниан участвовал в битве при Аргенторате в 357 году. После этого он был назначен на должность трибуна кавалерии. К концу года Юлиану удалось изгнать большинство алеманнов из Галлии и переправиться через Рейн. Валентиниан принял участие в этой контратаке, в результате которой приобрёл ценный опыт действий в регионе, который будет отправной точкой его будущей кампании. Римская армия сожгла много варварских поселений. В 358 году Юлиан провел решающую кампанию против франков, которые совершали набеги на Нижнюю Германию в течение нескольких лет. В том же году он снова перешел Рейн и напал на алеманнов, заставив двух влиятельных царей сдаться. Валентиниан показал свои хорошие организаторские способности в качестве командира конницы и сумел завоевать уважение солдат. В 359 году у него родился в Сирмии первый сын Грациан от первой жены Марины Севиры.
Зимой 359 года  Валентиниан был отправлен на восток, где служил старшим офицером (лат. tribunus militum) Месопотамии, а также командовал подразделением копейщиков. Но в 362 году Юлиан выслал Валентиниана в египетские Фивы из-за его приверженности к христианству. Новый император Иовиан, вернув Валентиниана из ссылки, отправил его воевать против галлов, где тот одержал победу. Впоследствии был назначен на должность трибуна скутариев, пехотинцев, выделенных из гвардейцев в Анкире.

## Внешность, личные качества и недостатки
Аммиан Марцеллин даёт наиболее полную характеристику Валентиниана:
 «Хотя он подчас одевал на себя личину кроткого, но по горячности своей натуры он был более склонен к суровости и, очевидно, забывал, что правителю государства следует избегать всего чрезмерного, как крутого утеса. Никогда не случалось, чтобы он удовольствовался мягким взысканием, но иной раз приказывал продолжать кровавое следствие и после допроса с пыткой, а иные допрашиваемые были замучены до самой смерти. Такую он имел склонность причинять страдания, что никогда никого не спас от смертной казни подписанием мягкого приговора, хотя это иногда делали даже самые свирепые государи<…> вышеназванный император горел в глубине души завистью и, зная, что многие пороки принимают внешний вид добродетелей, постоянно повторял, что строгость есть союзница истинной власти<…>он ненавидел людей хорошо одетых, высокообразованных, богатых, знатных, и принижал храбрых, чтобы казалось, что он один возвышается над другими добрыми качествами, — недостаток, которым, как известно, сильно страдал император Адриан<…> Валентиниан часто бранил трусливых, говоря про них, что они — позор человечества, низкие души, достойные стоять ниже черни; но сам иной раз позорно бледнел от пустых страхов и пугался до глубины души того, чего вовсе и не было. Магистр оффиций Ремигий подметил эту черту его характера, и когда замечал, что он начинает раздражаться по какому-нибудь поводу, то вставлял невзначай в свою речь замечание о каких-нибудь передвижениях у варваров; Валентиниан тотчас пугался и становился кроток и мягок, как Антонин Пий<…>В отношении тела он был мускулист и крепок, волосы и цвет лица были светлы, глаза голубые со взглядом всегда косым и жестким, рост — красивый, очертания тела правильны, что придавало ему в общем красу царственности».
Аврелий Виктор утверждает похожее:
«…Валентиниан был приятен лицом, обладал живым умом, величавостью и изысканной речью <…>Он прекрасно рисовал, обладал (хорошей) памятью, изобретал новые виды оружия, умел лепить из воска или из глины всякие изображения, мудро использовал место, время, свою речь; одним словом, если бы он мог избавиться от окружения негодных лиц, которым он доверялся как самым верным и мудрым, и, наоборот, пользоваться просвещенными и добросовестными советниками, из него выработался бы, несомненно, отличный правитель».

## Ситуация в Империи
Весной 363 году римский император Юлиан Отступник с мощной армией выступил из Антиохии и в скором времени, соединившись с остальными частями, перешел Евфрат. Его целью было на как можно более длительное время обезопасить восточные границы Римской империи от разорительных персидских набегов. В отличие от своего предшественника Констанция II, который из-за конфликтов со своими братьями, узурпаторами, а позднее и с германцами не мог обеспечить продвижение на востоке, Юлиан имел все ресурсы для этого.
Сначала поход был успешным: удалось завоевать несколько крепостей, разбить небольшие персидские отряды. Но у Ктесифона, персидской столицы, ситуация изменилась. Юлиан оказался не в состоянии взять сильно укрепленный город, но он принял решение двигаться дальше. Персы делали все возможное, чтобы не позволить римлянам проникнуть во внутренние районы государства, и потому ими были подожжены степь, зерновые посевы и селения в тех местностях, по которым должны были проходить римские войска; это дополнялось постоянными нападениями персидской кавалерии. В итоге римляне оказались без продовольствия и фуража посреди выжженной страны. Усугубляло ситуацию то, что римско-армянское войско, сосредоточившееся на берегах Тигра, так и не пришло на помощь армии Юлиана.
У Маранги состоялась битва, в которой погиб сам Юлиан. Совет полководцев, состоящий из Дагалайфа, Невитты, Аринфея и Виктора, решил избрать императором Иовиана. Было начато отступление. Вскоре римское войско достигло города Дура, находившегося на берегу Тигра, но дальше продвинуться не смогло, будучи окруженным персидской армией во главе с самим Шапуром II. Не имея возможности ни двигаться дальше на север, ни переправиться на правый берег Тигра, ни пополнить запасы продовольствия, римляне оказались в критической ситуации. Зная о положении, в котором оказались Иовиан и его войско, Шапур II направил к императору послов с предложением о переговорах. В результате персы смогли навязать Иовиану крайне невыгодный для римлян мирный договор. После этого римляне продолжили отступление.

## Избрание императором

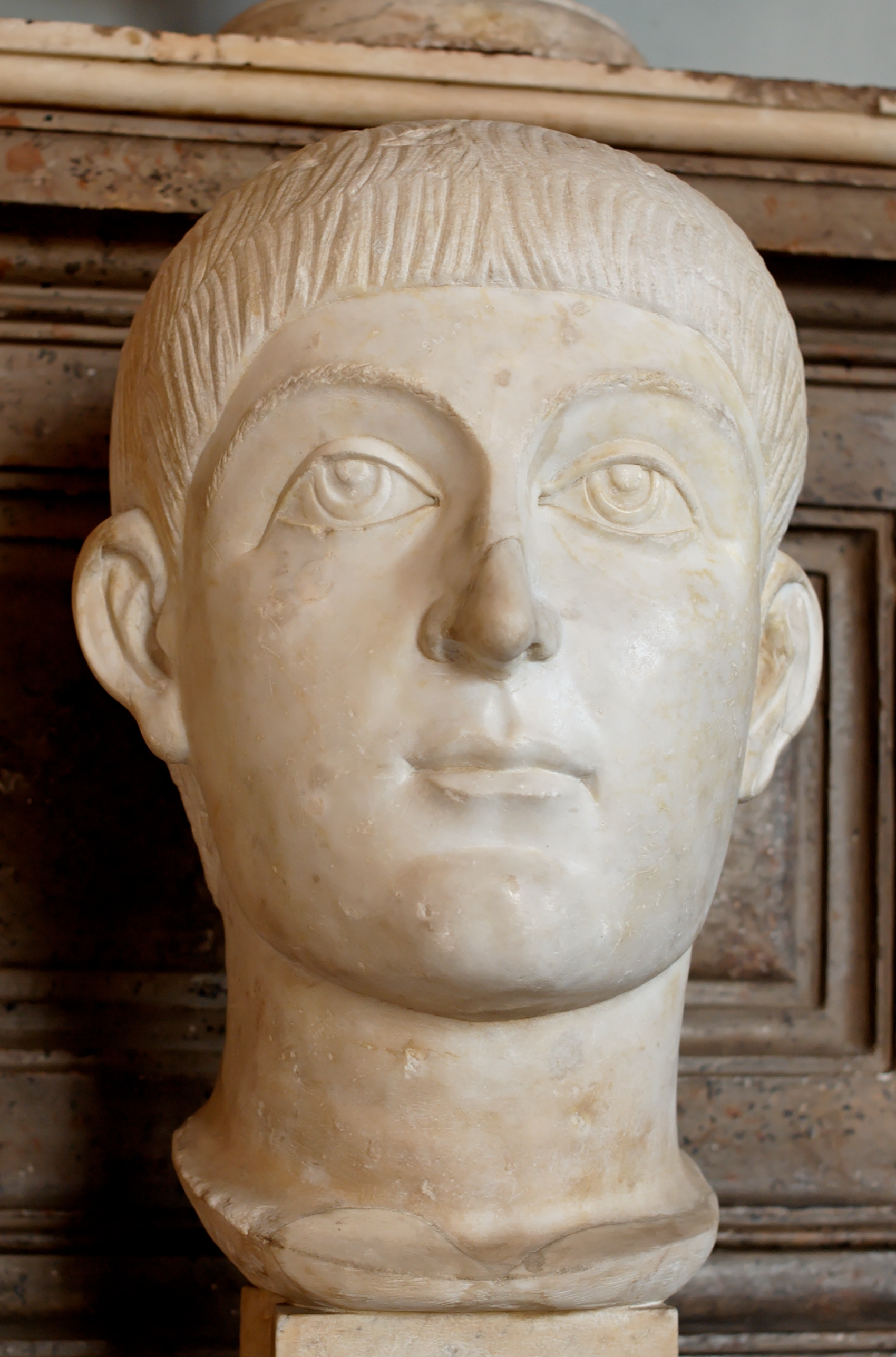
Соправитель Валентиниана — Валент II

Направляясь к Константинополю, Иовиан скончался в Дадастане. Тогда начались поиски нового кандидата на престол. Армия двинулась к Никее, где собрание гражданских и военных чиновников выставило несколько кандидатов. Их было двое:
1) Флавий Эквиций — трибун схолы скутариев, но собравшиеся отвергли этого кандидата «как человека резкого и грубоватого».
2) Януарий — родственник Иовиана. Он заведовал провиантской частью армии в Иллирике. Но он также был отвергнут из-за «отдаленности его местонахождения».
Тогда собрание решило избрать Валентиниана и послало ему весть в Анкиру. Павел Диакон и Аврелий Виктор утверждают, что Валентиниан был избран по причине популярности отца в армии и то, что он отказывался от титула, предложенного ему. Он прибыл, и на следующий день, когда он вышел, «его облекли в императорское одеяние, возложили на него корону, и он был провозглашен Августом при громких криках хвалы ему, которые обыкновенно исторгает прелесть новизны». Но солдаты решили избрать соправителя Валентиниану. Тогда, по словам Феодорита Киррского он сказал следующее: «Когда не было царя, от вас, воины, зависело вверить мне бразды правления; но как скоро я принял власть, то уже мое, а не ваше дело — разбирать дела государственные». По словам Аммиана Марцеллина, солдаты были поражены смелым поведением Валентиниана и его готовностью взять на себя императорскую власть. Его решение избрать соимператора могло также быть истолковано как шаг, чтобы успокоить любую оппозицию среди населения в восточной части империи. На следующий день войско двинулось дальше. Прибыв в конце марта в Константинополь, Валентиниан собрал совет, где поставил вопрос о назначении соправителя. 28 марта 364 года несмотря на возражения Дагалайфа он избирает в качестве своего соправителя брата Валента. Они разделили между собой империю, где Валенту достался восток, а Валентиниану запад. Тогда Валентиниан отправился в Медиолан, а Валент в Константинополь.

## Правление

### Войны с алеманнами
Одна из первых проблем, с которыми сталкивается Валентиниан, было начало новых военных действий против алеманнов. По словам Аммиана Марцеллина, алеманны были недовольны, что новый император отослал им подарки, гораздо меньшие, чем подарки предыдущих императоров. И к тому же магистр оффиций Урзаций обошёлся с ними грубо. В ответ на это оскорбление алеманны вторглись в Галлию в 365 году. Одновременно родственник Юлиана II Прокопий начал восстание против Валента на востоке империи. Валентиниан получил известие о вторжении алеманнов и восстании Прокопия в один день — 1 ноября во время поездки в Лютецию. Он должен был сделать выбор — идти на восток, чтобы помочь своему брату, или остаться в Галлии для борьбы с алеманнами. Тогда Валентиниан послал Дагалайфа бороться с варварами, а сам начал готовиться совершить путешествие на восток и помочь Валенту. После получения многих посольств от главных галльских городов, которые умоляли его остаться и защищать Галлию, он решил сначала решить проблему вторжения варваров. Этот шаг показывает две вещи: во-первых, что Валентиниан не хотел подчинять запад востоку, кроме того Валентиниан был всё еще не уверен в поддержке Галлии, очень важной части Запада. Нет лучшего способа завоевать поддержку галльской знати, как сохранить мир, победив варваров. Эта идея наглядно иллюстрируется чеканкой монет. Чеканятся монеты со следующими надписями: RESTITUTOR REIPUBLICAE, GLORIA ROMANORUM, TRIUMFATOR GENT BARB (Реставратор Республики, Римская слава, Триумфатор над варварами) на монетных дворах в Трире, Лионе и Арле.
Валентиниан приезжает в Реймс и посылает двух полководцев, Севериана и Хариеттона против алеманнов. Но они потерпели поражение и их войска были перебиты. Тогда Дагалайф снова был направлен против врага в 366 году, но его действия оказались неэффективными. Вскоре он был заменен на Флавия Иовина, который после нескольких удачных сражений начал вытеснять алеманнов из страны. Он был награждён за усилия званием консула в следующем году. Валентиниан временно отвлекся от проблем Галлии из-за восстаний в Британии. Поражение от Иовина не остановило алеманнов и они вновь вторглись в Галлию. Ими был атакован и разграблен Могонциак в конце 367 года или начале 368 года. Валентиниан организовал убийство алеманнского вождя Витикабия его собственным телохранителем. Император был полон решимости раз и навсегда расправиться с варварами. Он провел зиму 367/8 года в сборе огромной армии для наступления, которое планировал начать весной. Он вызывает комита Себастиана, который возглавил итальянские и иллирийские легионы, чтобы соединиться с Иовином и magister peditum Севером. Валентиниан и его войско сопровождает также и Грациан. Весной 368 года римляне пересекли Рейн. Они не встретили никакого сопротивления, пока не достигли Солинициума, где встретили огромную армию алеманнов. В этом сражении римляне одержали победу. После этого легионы вернулись на зимовку в Трир.
В 369 году Валентиниан занимается ремонтом и строительством укреплений на левом берегу Рейна. По его приказу на правом берегу было начато строительство крепости. Алеманны отправили послов в знак протеста против строительства, но Валентиниан отклонил их просьбу. В результате они атаковали крепость, когда она была еще в стадии строительства, уничтожили её и убили всех солдат, которые были там.
В 370 году саксы возобновили свои нападения на северную Галлию. Комит Нанниен, командующий войсками в той области, выдержал первую атаку, но император отослал полководца Севера ему на помощь. Север одержал победу и заключил с саксами мир. Те начали отступать, но римляне устроили засаду и перебили всех варваров. В это же время Валентиниан решает начать повторный поход против алеманнов. Его целью был алеманнский царь Макриан. Император пытался убедить бургундов, которые были злейшими врагами алеманнов, напасть на них. Если алеманны попытаются бежать, Валентиниан будет ждать их с армией. Переговоры с бургундами были сорваны, когда Валентиниан отказался от встречи с бургундским посланниками, чтобы лично заверить их в поддержке римского народа в предлагаемой войне. Это событие позволило Феодосию, magister equitum, атаковать алеманнов из Реции. Валентиниан продолжает кампанию безуспешно в течение четырех лет. В 372 году Макриан едва избежал плена. В то же время император продолжает завязывать дружеские отношения с другими алеманнскими вождями. Вскоре полководец Север победил Макриана, и на его место стал римский ставленник Фраомарий. В 374 году Валентиниан был вынужден заключить мир с Макрианом из-за возможной войны с сарматами и квадами.

### Восстание Фирма
В 372 году в Африке восстал Фирм, который был сыном мавретанского князя Нубеля. После смерти отца Фирм убил своего сводного брата Заммака. Римский наместник не предпринял необходимых мер защиты от нападений африканских племён на города, что привело к ухудшению ситуации в регионе. Именно тогда Фирм восстал. Своих братьев он поставил во главе местных племен (Масцизель стал вождем тиндензиев, Дий — вождем масиниссензиев, Сальмаций владел отстроенным городом Петрой). Император Валентиниан направил против узурпатора magister militum Феодосия, чтобы подавить восстание. При поддержке коренных африканских племен Фирм достаточно долго сражался с регулярной армией Феодосия. Однако через несколько лет он был предан одним из своих сторонников и в 375 году покончил жизнь самоубийством. Павел Диакон, рассказывая про восстание Фирма, добавляет то, что вскоре после подавления восстания Феодосием император «Валент II, побуждаемый завистью, приказал его [Феодосия] убить; тогда он пожелал принять в Карфагене крещение в отпущение грехов и, идя на славную смерть, сам подставил палачу свою шею».

### Британская кампания

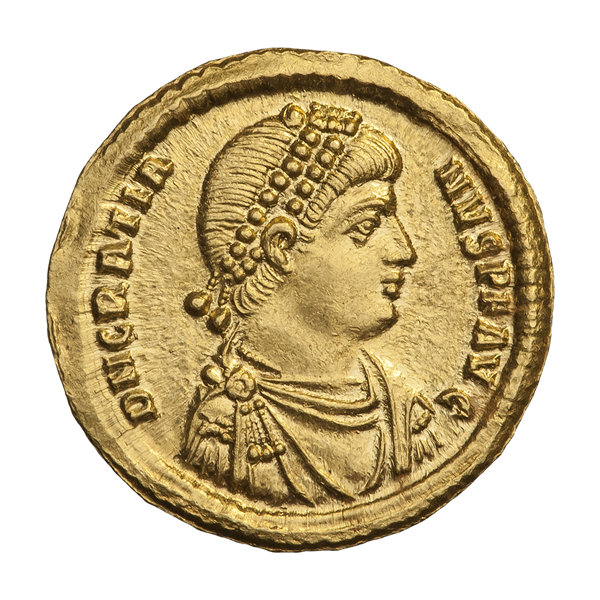
Солид с изображением сына Валентиниана I — Грациана

В 367 году Валентиниан получил известия, что объединенные силы пиктов и аттакотов убили Нектарида, комита морского побережья, а дукс Фуллофауд попал во вражескую засаду. Одновременно войска франков и саксов захватили северные районы прибрежной Галлии. Валентиниан, встревоженный этими сообщениями, отправил в Британию с войском комита доместиков Севера. Север был не в состоянии исправить ситуацию и вернулся на континент, в штаб Валентиниана в Амьене. Тогда император направил Иовина в Британию и назначил Севера на должность magister peditum. Иовин вернулся из Британии не выполнив поставленной задачи.
Серьёзная болезнь Валентиниана привела к борьбе за статус преемника между Севером и Рустиком Юлианом, магистром канцелярии рескриптов и представителем галльской аристократии. Однако Валентиниан вскоре выздоровел и назначил своего сына Грациана соправителем в целях предотвращения подобных конфликтов в будущем.
В начале 368 года Валентиниан был полон решимости разгромить пиктов после первых побед над алеманнами. Он поручил комиту Феодосию восстановить целостность границ Британии. Север и Иовин должны были сопровождать императора во время его кампании в Германию. Феодосий прибыл в 368 году с войсками, состоящими из батавов, герулами, иовиями и викторами, высадившись в гавани близ Рутупии. Он разгромил отряды варваров и издал указ, в котором призывал всех дезертиров вернуться под его знамёна, обещая освобождение от наказания. В 369 году Феодосий, опираясь на тактику засады, приступил к рекогносцировке районов к северу от Лондона. В течение этого периода он получил известие о заговоре, готовящемся против него в Паннонии братом викария Максимина Валентином. Заговор был раскрыт, а Валентин отправлен в ссылку в Британию, где впоследствии был казнен. После этого Феодосий восстановил разрушенные укрепления и восстановил римскую власть в потерянных провинциях до вала Антонина, образовав провинцию, названную в честь Валентиниана — Валентия. После своего возвращения в 369 году Валентиниан способствовал назначению Феодосия на должность magister equitum вместо Иовина.

### Религиозная политика

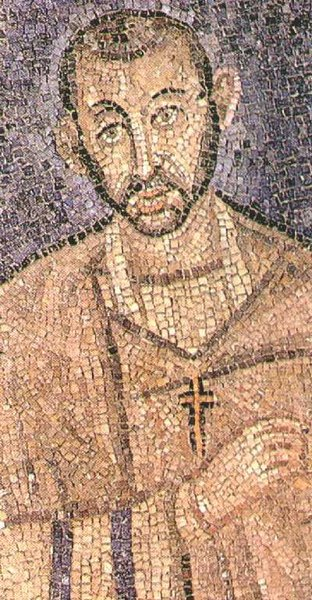
Св. Амвросий, мозаика IV—V вв., Амвросианская базилика, Милан.

Валентиниан был втянут в религиозные споры того времени. Аммиан Марцеллин положительно оценил нейтральную позицию Валентиниана в религиозных делах. Он отказался принять участие в спорах ариан Востока, когда они направили к нему епископа Ипатиана с просьбой о помощи. При этом император принял суровую позицию относительно двух еретических движений, которые возникли в течение III века в Риме. В 372 году он запретил собрания манихеев в Риме. Их лидеры были казнены, а у остальных конфисковано имущество. Валентиниан также официально осудил донатистских епископов в Африке в 373 году. Церковные источники этого периода описывают Валентиниана с положительной стороны. Иероним говорит в восторженных тонах: «Валентиниан был хороший император, по своему характеру напоминал Аврелия, но некоторые люди говорили о его чрезмерной скупости и жадности». Сократ Схоластик и Павел Орозий говорят о нем, как о пострадавшем от язычества: ведь Валентиниан был выслан в Фивы из-за приверженности к христианству. Созомен пишет, что Юлиан недолюбливал Валентиниана за случай, когда во время языческого обряда будущий император отрезал часть одежды, на которую попало масло. Также Сократ, Феодорит и Созомен похвалили Валентиниана за назначение епископом Милана Амвросия, так как предшественник нового священнослужителя Аксенций был арианином.
Валентиниан не всегда положительно относился к христианству. Например, он приказал Симмаху, префекту города Рима, в 365 году казнить некоторых христиан и конфисковать их имущество. Вся отрицательная религиозная политика Валентиниана была мотивирована финансовыми проблемами, а не разногласиями с религиозной доктриной. Имущества казнённых манихеев попали в казну, осуждение донатистов может рассматриваться как осуждение тех, кто мешает сбору налогов в африканских провинциях. Одним из примеров может служить указ папы Дамасия в 370 году, который запрещал священнослужителям жениться на вдовах. Также у папы Дамасия были обширные связи с языческой аристократией, которая помогала императору преодолеть выказываемую другими церковными деятелями нетерпимость к язычеству. С другой стороны, Валентиниан дал христианам особые привилегии. В 370 году он поддержал закон Констанция II, который освободил никейских христиан в африканских провинциях от муниципальных обязанностей. Аналогичный закон был принят в 371 году, когда священнослужители освобождались от налогов. Чтобы восполнить деньги, Валентиниан начал собирать налоги с сенаторов-язычников, чьи поместья находились в Африке. Этот указ выражал неприязнь императора к сенаторской среде. В 368 году Валентиниан ввёл должность «защитника народа» ответственного за правильный сбор налогов.

## Смерть
В 374 году сарматы и квады перешли через Дунай, вторгшись в римскую провинцию Реция. В следующем году Валентиниан перенес свою резиденцию в Сирмий, а также восстановил укрепления на границе с землями германцев. Весной 375 года, после заключения с алеманнами мира, он выступил из Трира к разрушенному городу Карнунту. Там он принял сарматских посланников, которые просили прощения за свои действия. Валентиниан ответил, что будет проведено расследование о произошедших событиях. В сопровождении Себастиана и Меробавда он провёл летние месяцы в подготовке к предстоящему походу, а затем вторгся в земли квадов. После их разграбления Валентиниан отправился на зимовку в Саварию. По неизвестным причинам он решил продолжить кампанию и переехал из Саварии в Брегецион. Там Валентиниан принял посольство от квадов 17 ноября 375 года. В обмен на поставку рекрутов в римскую армию квады обязывались соблюдать границы Римской империи. Послы объясняли нападения своего племени строительством римской крепости на их землях. Во время переговоров: 
«Император страшно вспылил и, разволновавшись в самом начале своего ответа, начал поносить в бранном тоне все их племя, упрекая за то, что они не хранят в памяти полученных благодеяний и неблагодарны. Понемногу он смягчился и перешел на более мягкий тон, как вдруг, словно пораженный молнией с неба, потерял дыхание и голос и страшно побагровел лицом; из горла внезапно хлынула кровь и на теле выступил предсмертный пот. Чтобы не дать ему упасть на глазах у всех и в присутствии презренных варваров, приближенные слуги бросились к нему и увели во внутренние покои. Под воздействием возраставшей силы болезни, он почувствовал, что настает его последний час. Он пытался сказать что-то или отдать приказание, как показывало частое подрагивание грудной клетки, скрежет зубов и движения рук, подобные тем, что совершают кулачные бойцы в борьбе, но обессилел, по телу пошли синие пятна, и после долгой борьбы он испустил дух на 55-м году жизни и 12-м без ста дней своего правления».
Павел Диакон, Аврелий Виктор и Павел Орозий утверждают «что это [смерть] произошло от невоздержанности в пище и беспечности, которая распространилась на весь организм». Он был захоронен в Константинополе в Церкви Апостолов, как и многие другие христианские императоры (Константин I Великий, Иовиан, Феодосий I Великий, Маркиан, Юстиниан I).

## Семья
Отец:
Грациан Старший (ок. 295 — после сентября 351). Родился в Кибале, выходец из средних слоев. За свою силу прозван Фунарием(Носитель каната). Имел звания комита Британии, трибуна и протектора, а также вероятно префекта претория. Вероятно благодаря его популярности Валентиниан был избран императором.
1-я жена с ок. 357
Марина Севира (ок. 338 — 370 / 17 ноября 375). Родила ему сына Грациана. В 370 году развелась с императором. С того года упоминаний о ней нет.
- Грациан (18 апреля 359 — 25 августа 383). После смерти своего отца стал императором. Погиб в 383 году во время войны с Магном Максимом.

2-я жена с ок. 370
Юстина (ок. 340 — ок. 388). По словам Зосимы, Юстина была исключительной красоты женщиной, вдовой претендента на императорский престол Магненция, погибшего в 353 году. Однако Сократ Схоластик называет Юстину девицей, которая вошла в ближайшее окружение первой жены Валентиниана. Марина Севира, по версии Сократа Схоластика, и свела Юстину с мужем-императором.
- Валентиниан II (2 июля 371 — 15 мая 392)[69]. В 375 году провозглашен императором. Валентиниан II в силу возраста самостоятельно не правил, его попытка осуществлять императорские полномочия после достижения совершеннолетия привели к конфликту с Арбогастом в 392 году, в результате чего император погиб при неясных обстоятельствах.
- Грата (ок. 372 — после 387)
- Юста (ок. 373 — после 387)
- Галла (ок. 374 — май 394) с 387 года — вторая жена императора Феодосия I. Мать Галлы Плацидии (ок. 388 — 27 ноября 450) — правительницы Западной Римской империи в 425 — 437 годах (в малолетство своего сына, императора Валентиниана III).

## Оценка правления
Валентиниан был одним из последних сильных римских императоров. Основной задачей Валентиниана было укреплять империю, которая пережила шестьдесят лет внутренних волнений. Его провинциальное происхождение и приверженность к никеизму были противопоставлены сенаторской знати. Он сумел одолеть алеманнов, навести порядок в Британии и Африке благодаря помощи одаренного полководца Феодосия. В его правление христианство окончательно укрепляется в Римской империи, вытесняя последние остатки язычества. После смерти Валентиниана начнется снова упадок империи. В 378 году Валент проигрывает Адрианопольское сражение. Грациан и Валентиниан II погибают спустя небольшой промежуток времени. Последний раз Римская империя была объединена императором Феодосием I. Аммиан Марцеллин даже сравнивает Валентиниана с Траяном и Марком Аврелием:
«Уместно после этого перейти к его поступкам, достойным одобрения и заслуживающим подражания со стороны всякого разумного человека. Если бы он привел в соответствие с ними все остальное, то его можно было бы сравнить с Траяном и Марком (Аврелием). В отношении провинциалов он проявлял большую внимательность и повсюду облегчал бремя податей, своевременно воздвигал укрепления на границах государства, чрезвычайно строго держал военную дисциплину; грешил он только тем, что даже незначительные проступки солдат не оставлял без наказания, а преступлениям высших чинов давал простор разрастаться дальше и дальше, оставаясь иной раз совершенно глух к подаваемым против них жалобам. Здесь был источник беспорядков в Британии, бедствий в Африке, опустошения Иллирика.2. И дома, и вне его проявлял он строгое целомудрие, не будучи нисколько заражен язвой безнравственности и разврата. Поэтому он мог удерживать распущенность двора в строгих границах, и ему тем легче было это, что он не потворствовал своей родне: родственников своих он или оставлял в безвестности частной жизни, или предоставлял им звания и посты не очень высокие, за исключением брата, которого принял в соправители, будучи вынужден к этому затруднительными обстоятельствами того времени. 3. В представлении высоких санов он был осторожен до щепетильности: никогда в его правлении не являлся правителем провинции какой-нибудь меняла, никогда не случалось продажи должности; только в начале его правления не обошлось без этого, как вообще случается, что люди, в надежде захватить власть или остаться безнаказанными, совершают преступления».

### Первоисточники
Наиболее полная информация о жизни и деятельности Валентиниана содержится в труде под названием «Деяния» греческого историка Аммиана Марцеллина. Также внимание Валентиниану было уделено автором «Извлечений о жизни и нравах римских императоров», Иеронимом Стридонским. Упоминают о нем также и историки христианской церкви (Феодорит Кирский, Сократ Схоластик, Созомен, Руфин Аквилейский). Из более поздних историков об Валентиниане писали Павел Орозий, Зосим, Иоанн Антиохийский, Иоанн Малала, Иоанн Зонара.
Из юридических источников наиболее важен кодекс Феодосия.